# Boronia occidentalis
Boronia occidentalis är en vinruteväxtart som beskrevs av Duretto. Boronia occidentalis ingår i släktet Boronia och familjen vinruteväxter. Inga underarter finns listade i Catalogue of Life.